# Soiuz 31
Soiuz 31 (rus: Союз 31, Unió 31) va ser un vol espacial tripulat de la Unió Soviètica en 1978 a l'estació espacial Saliut 6. Va ser la setena missió i el sisè acoblament amb èxit al complex orbitador. La tripulació de la Soiuz 31 va ser la segona en visitar la tripulació resident de llarga duració vinguda amb la Soiuz 29.
Soiuz 31 va transportar Valeri Bikovski i Sigmund Jähn, el primer cosmonauta alemany a l'espai. Van intercanviar la nau Soiuz amb la tripulació de llarga duració i van tornar a la Terra en el Soiuz 29, la tripulació resident va tornar en el Soiuz 31.

## Tripulació
| Posició                                   | Tripulació de llançament                                        | Tripulació d'aterratge                                   |
| ----------------------------------------- | --------------------------------------------------------------- | -------------------------------------------------------- |
| Comandant                                 | Valeri Bikovski Tercer vol espacial Unió Soviètica              | Vladímir Kovaliónok Segon vol espacial Unió Soviètica    |
| Cosmonauta d'investigació/Flight Engineer | Sigmund Jähn Primer vol espacial República Democràtica Alemanya | Aleksandr Ivantxénkov Primer vol espacial Unió Soviètica |

### Tripulació de reserva
| Posició                   | Tripulació                                      | Tripulació                                      |
| ------------------------- | ----------------------------------------------- | ----------------------------------------------- |
| Comandant                 | Víktor Gorbatko Unió Soviètica                  | Víktor Gorbatko Unió Soviètica                  |
| Cosmonauta d'investigació | Eberhard Köllner República Democràtica Alemanya | Eberhard Köllner República Democràtica Alemanya |

## Paràmetres de la missió
- Massa: 6800 kg
- Perigeu: 196,8 km
- Apogeu: 259,9 km
- Inclinació: 51,64°
- Període: 88,81 minuts